# Nicolas Beaudan
Nicolas Beaudan (Clermont-Ferrand, 13 de diciembre de 1975) es un deportista francés que compitió en esgrima, especialista en la modalidad de florete.
Ganó cuatro medallas en el Campeonato Mundial de Esgrima entre los años 2005 y 2007, y una medalla de plata en el Campeonato Europeo de Esgrima de 2002.

## Palmarés internacional
| Campeonato Mundial | Campeonato Mundial      | Campeonato Mundial | Campeonato Mundial  |
| Año                | Lugar                   | Medalla            | Prueba              |
| ------------------ | ----------------------- | ------------------ | ------------------- |
| 2005               | Leipzig (Alemania)      | Medalla de oro     | Florete por equipos |
| 2005               | Leipzig (Alemania)      | Medalla de bronce  | Florete individual  |
| 2006               | Turín (Italia)          | Medalla de oro     | Florete por equipos |
| 2007               | San Petersburgo (Rusia) | Medalla de oro     | Florete por equipos |
| Campeonato Europeo |                         |                    |                     |
| Año                | Lugar                   | Medalla            | Prueba              |
| 2002               | Moscú (Rusia)           | Medalla de plata   | Florete por equipos |